# BMX XXX
BMX XXX – komputerowa gra sportowa wydana przez Acclaim Entertainment na platformy GameCube, PlayStation 2 i Xbox. Jej premiera odbyła się 10 listopada 2002 roku w Ameryce Północnej i 6 grudnia w Europie.

## Rozgrywka
BMX XXX jest grą sportową gdzie gracz wykonuje akrobacje na rowerze z perspektywy trzeciej osoby. W trybie kariery rozgrywka zaczyna się od stworzenia postaci. Na każdej z map dostępne są zadania np. dowieźć prostytutki do opiekuna czy zebranie monet. Za wykonywanie ewolucji na rowerze gracz dostaje punkty. Po wykonaniu niektórych zadań pokazywane są fragmenty prawdziwego striptizu.

## Odbiór
Gra zebrała zróżnicowane oceny od krytyków, a średnia recenzji na Xboxa na serwisie Metacritic wynosi 58/100 punktów. Krytykowano ubogi projekt lokacji, niski poziom żartów i powtarzalność rozgrywki. Dodatkowo użyta w grze wulgarność i nagie kobiety stały się powodem kontrowersji. Aaron Boulding z IGN stwierdził, że gra nie jest ewolucją względem serii Mirra, jednak pochwalił elementy humorystyczne. Według Jeffa Gerstmanna z GameSpotu projekt rozgrywki wygląda na niedokończony. Skrytykował także fragmenty pornograficzne, które uznał za dziecinne.